# Трамвай Ростова-на-Дону
Трамвай Ростова-на-Дону — діюча трамвайна мережа міста Ростов-на-Дону, Росія

## Історія
Трамвайна система Ростова-на-Дону — одна з найстаріших в Росії. Попередником трамвая в Ростові-на-Дону була кінна залізниця, відкрита у 1887 і належала Бельгійському акціонерному товариству. Саме через те, що господарями конки були бельгійці, колія Ростова-на-Дону (1435 мм) виявилася унікальною в Росії. До 1900 було відкрито чотири лінії конки:
- Нове Поселення — Богатяновський Спуск
- Сінний Базар — Смирновський Спуск
- Міське депо — вул. Велика Садова
- Вокзал — Нахічевань (Нахічевань була сусіднім з Ростовом містом і у 1890 була пов'язана з Ростовом першою і єдиною в Росії міжміською кінною лінією).

Згодом конка була електрифікована, і 2 січня 1902 року в Ростові було відкрито трамвайний рух. 22 грудня 1902 року було електрифіковано конку і в сусідньому містечку — Нахічевані, і перший в Росії міжміський електричний трамвай розпочав свою роботу.
У громадянську війну ростовський трамвай, на відміну від трамвайних мереж багатьох інших російських міст, руху не зупиняв.
Тоді ж була відкрита друга мережа трамвая на правому березі річки Темерник — у Ленгородку.
У 1920-ті роки були відкриті лінії на Сільмаш, в Робітниче містечко, в Красний Аксай, були об'єднані обидві трамвайні системи.
Згодом було розпочато рух по новим лініям в селище Чкаловський, в Західний і Північний житлові масиви, і в підсумку протяжність колій перевищила 110 кілометрів.
З 1957 Ростов-на-Дону першим в СРСР розпочав експлуатацію відомих чеських вагонів «Татра».
У 1990-і роки відбулося дуже велике скорочення мережі ростовського трамвая. Збереглися тільки лінії в центрі міста і невелике відгалуження в Залізничний район, в якому, зважаючи на великі ухили, вузькості і кривизни вулиць замінити трамвай не було можливим. З чотирьох депо залишилися тільки два — в Ленгородку і в Нахічевані. Велика кількість вагонів було знищено. У місті були виведені з експлуатації всі вагони Татра Т3. Таким чином, після 1998 року, замість вісімнадцяти трамвайних маршрутів стало ходити сім: 1,3,4,5,6,7,10.
26 квітня 1998 відбулося глобальне руйнування трамвайної мережі. Ліквідовані лінії по ділянках:
- — Вул. Орбітальна, пр. Космонавтів, вул. Євдокимова, Канонерський пров., Фурмановська вул., Марксистський пров., пр. М. Нагибіна від к/ст «Вул. Орбітальна» до вул. Текучева
- — Вул. Фурмановська, вул. Казахська, Біломорський пров., вул. Білоруська від Канонерського пров. до к/ст «Вул. Білоруська»
- — 39 лінія від вул. Єреванської до заводу Красний Аксай
- — Проспект Стачки від пл. 5-го донського корпусу до пл. Мічуріна (закритий у червні, службовий рух тривав до 2002 року)

З ліквідацією лінії внесено зміни до маршрутну мережу:
- № 2 — скасовано 26 квітня
- № 3 «Нове поселення — разворотний трикутник „35-а лінія“».
- № 6 — «Центральний ринок — Текучева — М'ясокомбінат»
- № 8 — скасовано 26 квітня
- № 9 — скасовано 26 квітня
- № 11 — скасовано 26 квітня
- № 12 — скасовано 26 квітня
- № 13 — скасовано 26 квітня
- № 14 — скасовано в червні
- № 16 — скасовано 26 квітня
- № 17 — скасовано 26 квітня
- № 18 — скасовано 26 квітня

## Діючі маршрути
| Номер | Маршрут прямування |
| ----- | --- |
| № 1   | Головний залізничний вокзал — Привокзальна площа — пл. 5-го Донського корпусу — вул. Станіславського — вул. Закруткіна — пл. Толстого — (вул. 28-а лінія — вул. Буйнакська) / вул. 26-а лінія — Госпіталь |
| № 4   | Головний залізничний вокзал — вул. Станіславского — пр. Театральний — вулиця Максима Горького — вул. Ченцова — вул. 14-а Лінія —— вул. 1-ї Кінної Армії —Сільмаш |
| № 6   | Центральний ринок — пр. Будьонновський — вул. Максима Горького — пров. Кріпосний — вул. Текучева / вул. Черепахіна |
| № 7   | Центральний ринок — пр. Будьонновський — вул. Максима Горького — пр. Сіверса — вул. Депутатська — вул. Собіно — пров. Перовський — вул. Гусєва — (вул. Далекосхідна — вул. Скачкова) / (пров. Чухновський — вул. Профспілкова) — вул. Ясна — вул. 2-а Кільцева — вул. Калініна — вул. Осипенко — пл. Мічуріна — вул. Мічуринська — вул. Чукотська |
| № 10  | пл. Мічуріна — вул. Осипенко — вул. 2-а Кільцева — вул. Ясна — (пров. Чухновський — вул. Профспілкова) / (вул. Далекосхідна — вул. Скачкова) — вул. Гусєва — пров. Перовський — вул. Собіно — Лендворець — пр. Сіверса — пров. Доломановський — вул. Максима Горького — вул. Ченцова — вул. 14-а лінія — вул. 1-ї Кінної Армії — Сільмаш          |

## Рухомий склад

### Історичний
- Х/М
- КТМ/КТП-1
- КТМ/КТП-2
- Татра-Т1 (1957—1970)
- Татра-Т2 (1958—1974)
- Татра-Т3 (1968—2002, 2007-н.вр.)
- Татра-Т4D (1996—2002)
- 71-608КУ (1993—2010)
- 71-619КУ
- 71-619КТУ
- Татра-K2 (1971—1996)

### Сучасний
| Модель        | Експлуатуюча організація               | Штук (2013) |
| КТМ 71-605У   | МУП «РТК». Пролетарське трамвайне депо | 8           |
| КТМ 71-619КУ  | МУП «РТК». Пролетарське трамвайне депо | 17          |
| КТМ 71-619КТУ | МУП «РТК». Ленгородське трамвайне депо | 2           |
| Татра-Т6В5    | МУП «РТК». Ленгородське трамвайне депо | 12          |
| Татра-Т3      | МУП «РТК». Ленгородське трамвайне депо | 1           |

## Ресурси Інтернету
- Транспортный портал Ростова-на-Дону
- Статья об истории Ростовского трамвая
- Фотографии